# Coal Harbour

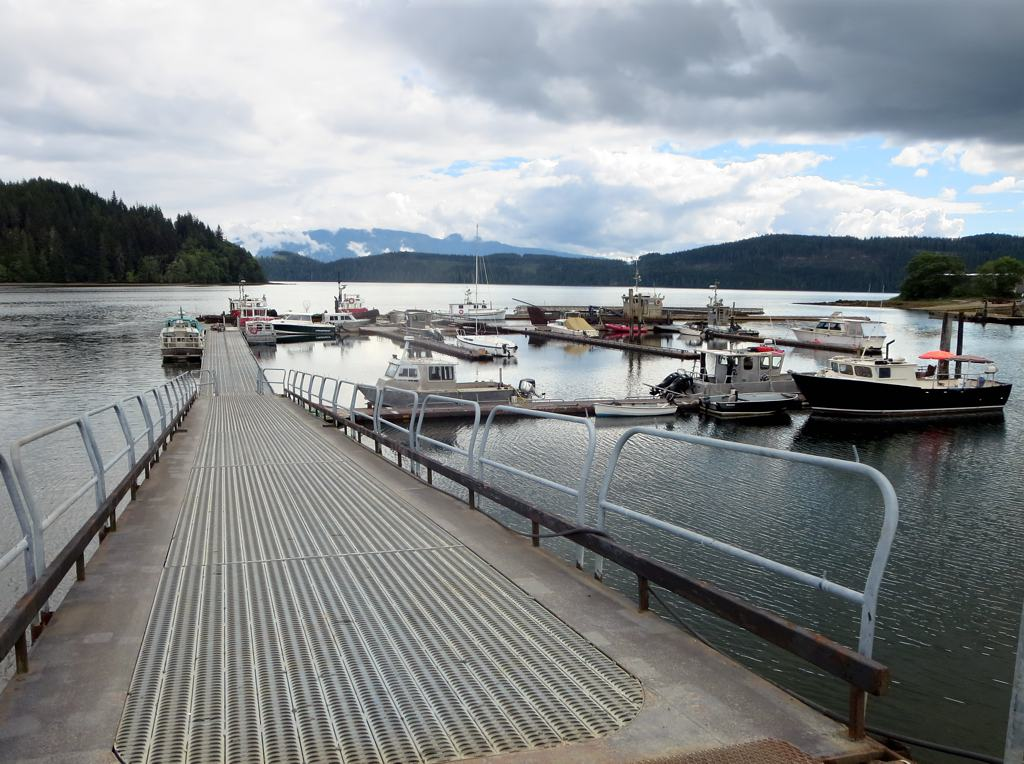
Coal Harbour

Coal Harbour est un village de la Colombie-Britannique situé au nord de l'île de Vancouver dans le district régional de Mount Waddington.

## Économie
Coal Harbour possède un aéroport desservant Vancouver (code AITA : CXH).